# Acer oblongum
Acer oblongum é uma espécie de árvore do gênero Acer, pertencente à família Aceraceae.